# Saphanodes gabonicus
Saphanodes gabonicus är en skalbaggsart som först beskrevs av Boppe 1921.  Saphanodes gabonicus ingår i släktet Saphanodes och familjen långhorningar.
Artens utbredningsområde är Gabon. Inga underarter finns listade i Catalogue of Life.